# Thermes des Cyclopes
Les thermes des Cyclopes sont des thermes romains situés à Dougga en Tunisie.

### Localisation

Plan du site archéologique : les thermes sont situés au n°16.

## Histoire et localisation

### Histoire
L'édifice tire son nom de la mosaïque des cyclopes forgeant les foudres de Jupiter, actuellement conservée au musée national du Bardo, qui a été mise au jour lors de la fouille des thermes. L'étude de la mosaïque date l'édifice du IIIe siècle.
Une salle des thermes était également ornée d'une fresque représentant de jeunes athlètes féminines.
À l'époque tardive, l'édifice a peut-être été remplacé partiellement par un bain composé des deux salles chauffées.
L'absence de fouille totale du secteur gêne l'interprétation de l'édifice.
L'édifice devient un monument classé le 13 mars 1912.

## Plan
Les thermes comportaient deux trajets possibles, un court et un plus long.
Le frigidarium occupe une surface d'environ 30 m2.
Il a été envisagé que l'édifice devait être lié à la villa du trifolium ou à une autre demeure, même si Thébert privilégie l'hypothèse d'un édifice de quartier.
Les usagers pouvaient éviter le tepidarium.

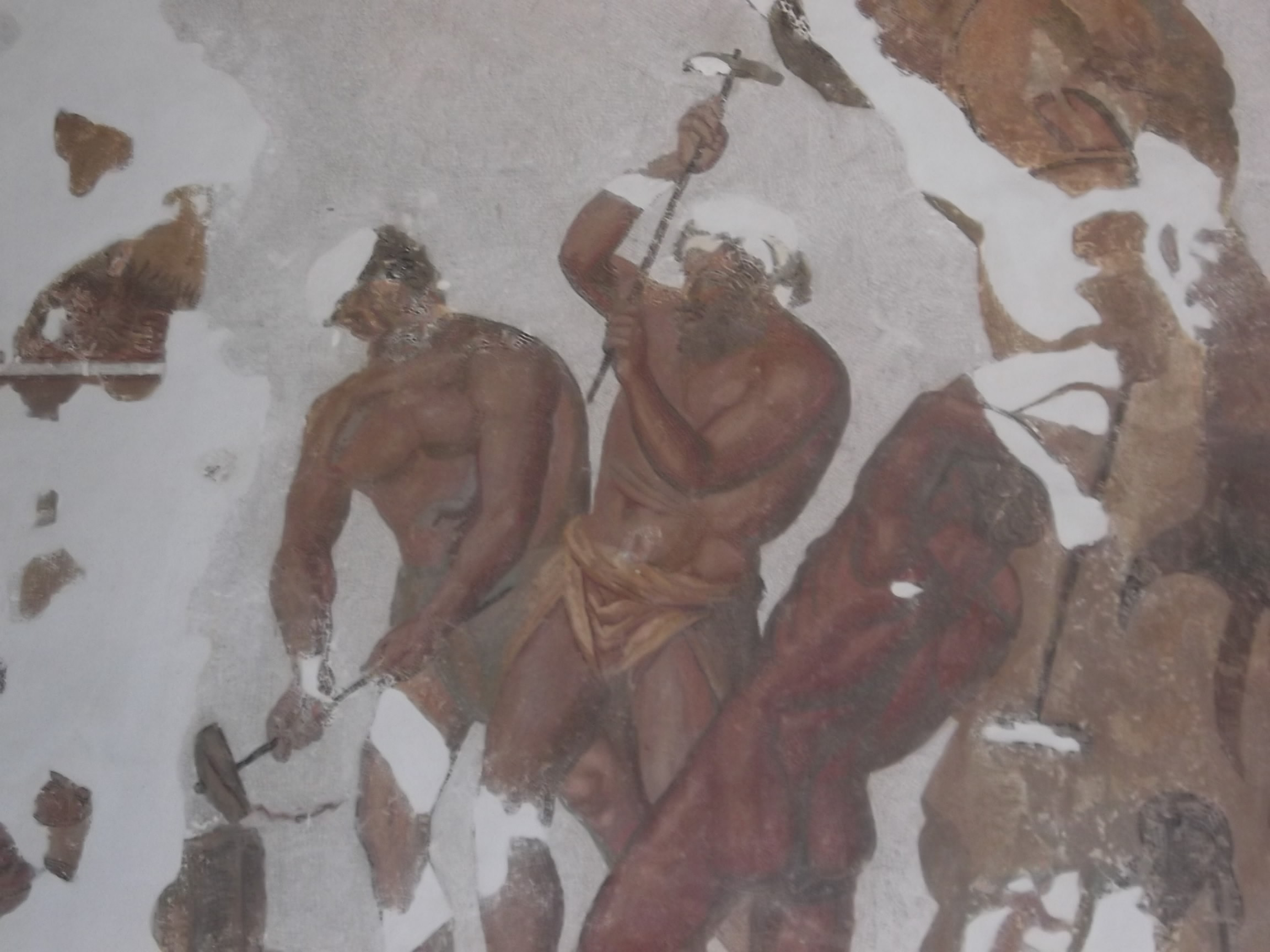
Mosaïque des cyclopes forgeant les foudres de Jupiter.
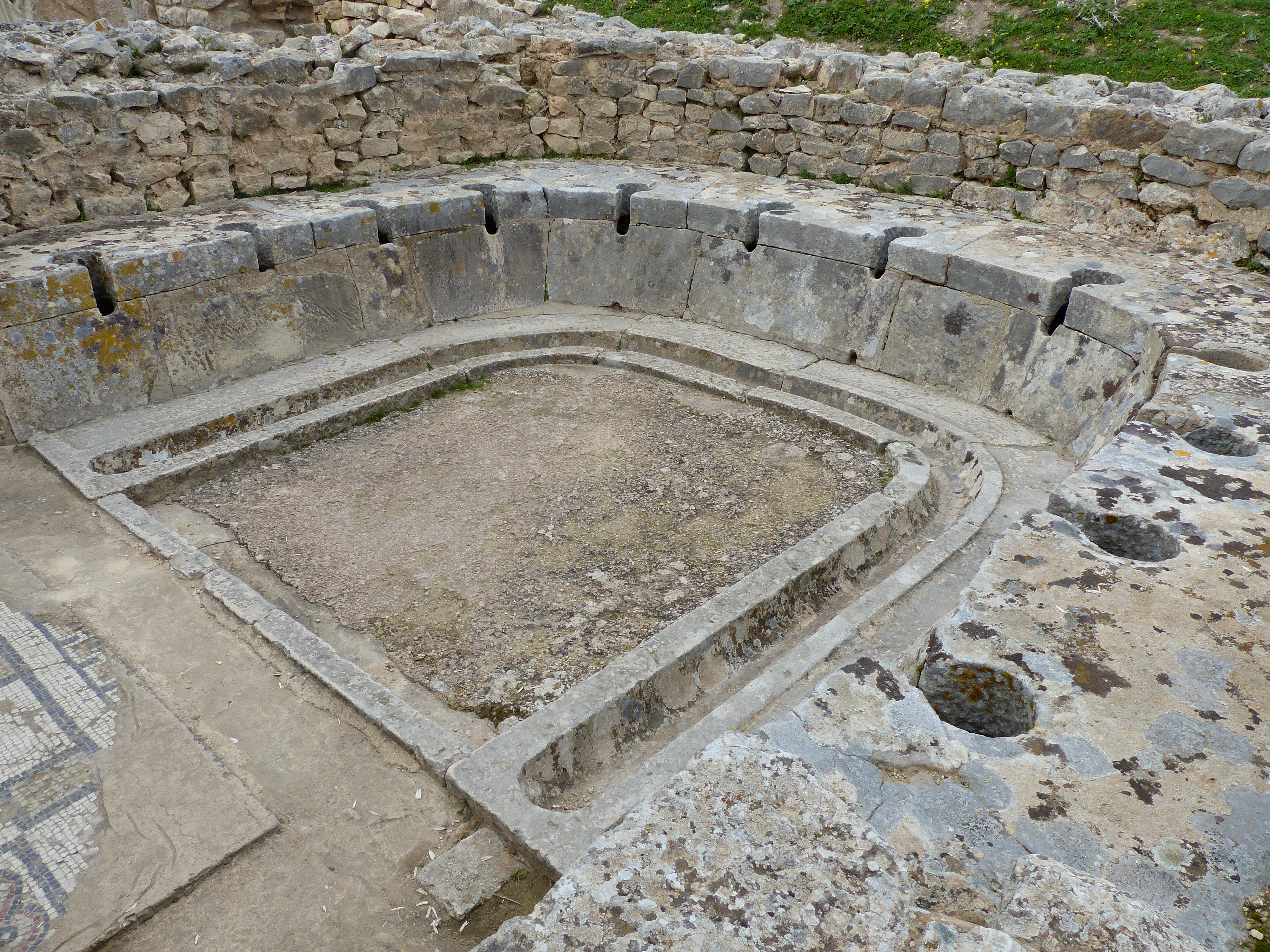
Vue actuelle des latrines.